# عبد الرحيم الكيب
عبد الرحيم خالد عبد الحافظ الكيب  (2 مارس 1950 طرابلس، ليبيا - 21 أبريل 2020) أستاذ جامعي، ومهندس كهربائي، وسياسي ليبي تنحدر أصوله من مدينة صبراتة انتخبه أعضاء المجلس الوطني الانتقالي كرئيس وزراء لأول «حكومة انتقالية» لليبيا بعد الإطاحة بمعمر القذافي.

## العمل الأكاديمي
كان عبد الرحيم أستاذا بجامعة طرابلس وكان يشغل منصب أستاذ ورئيس قسم الهندسة الكهربائية بالمعهد البترولي بدولة الإمارات العربية المتحدة، وشغل أيضاً منصب وكيل كلية الهندسة للشؤون الأكاديمية بجامعة قطر، كما كان يعمل في جامعة كارولاينا الشمالية وبجامعة ألاباما، والجامعة الأميركية في الشارقة، وأشرف على العديد من أطروحات الدكتوراه والماجستير واستلم العديد من جوائز البحث والتعليم كما أنه من المؤسسين لرابطة الجالية الليبية في أبوظبي ورئيسها.
تحصل على البكالويوس في الهندسة الكهربائية من جامعة طرابلس، كما تحصل أيضا على درجة ماجستير من جامعة كارولاينا الشمالية، وبعد ذلك تحصل على درجة الدكتواره من جامعة جنوب كاليفورنيا.
انضمّ الكيب لقسم الهندسة الكهربائية بجامعة ألاباما كأستاذ مساعد سنة 1985، وأصبح أستاذاً عام 1996. كما درّس بجامعة طرابلس وجامعة شمال كارولاينا والجامعة الأمريكية في الشارقة، وأخيراً بالمعهد البترولي بأبوظبي. وقد أشرف على العديد من رسالات الماجستير والدكتوراه، كما حاز على جوائز أكاديمية عديدة.
نشر العديد من الأبحاث في مجال هندسة الطاقة الكهربية، تحت رعاية المؤسسة العلمية الوطنية بأمريكا ومعهد أبحاث الطاقة الكهربية الأمريكي ووزارة الطاقة الأمريكية وخدمات الشركة الجنوبية بألاباما وشركة طاقة ألاباما. كما نشر جزء من كتاب في ذات المجال. وقد طبّق العديد من الشركات في الولايات المتحدة أعماله في مجال « التوزيع محدود الانبعاث وتعويض الطاقة التفاعلية ». وعمل كاستشاري لصالح عدة مؤسسات صناعية منها شركة ألاباما للطاقة وشركة خدمات الجنوب.
خدم كعضو مجلس إدارة المؤسسة العربية للعلوم والتكنولوجيا (التي مقرها الشارقة) بين عامي 2001 و 2007، كما أنّه عضو في « لجنة العلوم والتكنولوجيا » بالبنك الإسلامي للتنمية، وله عضوية عليا بجمعية مهندسي الكهرباء والإلكترونيات ساهم في تحرير إصدارها الدوري بين عامي 1992 و 2000، وعضو مساهم بعدة مؤسسات أكاديمية أخرى.
خلال إجازة أكاديمية قضاها بعيداً عن جامعة ألاباما، قضى سنتان بالجامعة الأمريكية في الشارقة (1999-2001)، حيث ترأّس قسم هندسة الكهربة والإلكترونيات والكمبيوتر، فبنى القسم مع زملائه لينالوا الاعتماد الوطني الإماراتي. كما خدم خلال ذات الفترة في العديد من اللجان المهمة وعمل على تطوير برامج الشهادات الجامعية المختلفة لاعتمادها دولياً.
وبين 2007 و 2009 كان منسق الدراسات العليا (العلمية) بالجامعة كما ساهم بتأسيس لجنة للدراسات العليا العلمية، وأشرف على تطوير برنامج تعليمي عبر الإنترنت من أجل برامج الدراسات العليا. واكتسب خبرة في تصميم مناهج مطابقة لمواصفات «لجنة الاعتماد للهندسة والتكنولوجيا» (ABET) ومدرّب كمقيّم لتلك المواصفات، قام بتقييم دورات بجامعة ألاباما.
أسّس عام 2005 في ليبيا شركة خاصة اسمها «الشركة الدولية للطاقة والتكنولوجيا».

## العمل السياسي

### بدايات العمل السياسي وحياته الخاصة
ترك الكيب ليبيا عام 1976 وانضم للمعارضة الليبية. وأسهم في تمويل حركة المعارضة خلال سنواته في الغربة. وهو من عائلة كبيرة من صبراتة، وهي بلدة ساحلية تقع 70كم غرب طرابلس. وخلال السنوات الذي قضاها في المهجر، كان يلقى أسرته - التي بقيت داخل ليبيا - خلال رحلاته إلى المغرب. وكمسلم ملتزم، لعب دوراً ريادياً في قيادة الجالية المسلمة بمدينة «توسكالوزا» في السنوات الذي قضاها في ألاباما، واشترك في حوارات بين الأديان بشكل غير رسمي عقب هجمات سبتمبر.

### رئاسته للحكومة الانتقالية
اختير عبد الرحيم الكيب رئيسا للحكومة الانتقالية في ليبيا بعد حصوله على أعلى الأصوات في تصويت للمجلس التنفيذي الليبي. وقد أعلن مصطفى المانع، أمين سر المجلس الوطني الانتقالي الليبي، أن اختيار عبد الرحيم الكيب رئيسا للحكومة الانتقالية، وقد جرى تعيين الكيب بعد حصوله على 26 صوتا من أصل51 في اقتراع جرى بمقر المجلس الوطني الانتقالي في طرابلس واتسمت فترة رئاسته بتحسن الحياة المعيشية للمواطن ورجوع سعر صرف الدولار إلى وضعه الطبيعي في السوق السوداء.

## وفاته
توفي في 21 أبريل 2020 إثر نوبة قلبية عن عمر يناهز السبعين عاما.

## طالع أيضًا
- السيرة الذاتية بالإنجليزية
- عبد الرحيم الكيب أول رئيس للحكومة الليبية المؤقتة